# Marlierea sylvatica
Marlierea sylvatica är en myrtenväxtart som först beskrevs av Otto Karl Berg, och fick sitt nu gällande namn av Hjalmar Frederik Christian Kiaerskov. Marlierea sylvatica ingår i släktet Marlierea och familjen myrtenväxter. Inga underarter finns listade i Catalogue of Life.